# 質數列表
质数被证明可是无限多的，而它們能以不同的質數公式生成。以下，列出了當中的首500個質數，並以英文字母順序將不同種類的質數中的第一批次列出。

## 首500個質數
以下共有20列，25行，每行20個連續質數。（OEIS數列A000040）
| 2    | 3    | 5    | 7    | 11   | 13   | 17   | 19   | 23   | 29   | 31   | 37   | 41   | 43   | 47   | 53   | 59   | 61   | 67   | 71   |
| 73   | 79   | 83   | 89   | 97   | 101  | 103  | 107  | 109  | 113  | 127  | 131  | 137  | 139  | 149  | 151  | 157  | 163  | 167  | 173  |
| 179  | 181  | 191  | 193  | 197  | 199  | 211  | 223  | 227  | 229  | 233  | 239  | 241  | 251  | 257  | 263  | 269  | 271  | 277  | 281  |
| 283  | 293  | 307  | 311  | 313  | 317  | 331  | 337  | 347  | 349  | 353  | 359  | 367  | 373  | 379  | 383  | 389  | 397  | 401  | 409  |
| 419  | 421  | 431  | 433  | 439  | 443  | 449  | 457  | 461  | 463  | 467  | 479  | 487  | 491  | 499  | 503  | 509  | 521  | 523  | 541  |
| 547  | 557  | 563  | 569  | 571  | 577  | 587  | 593  | 599  | 601  | 607  | 613  | 617  | 619  | 631  | 641  | 643  | 647  | 653  | 659  |
| 661  | 673  | 677  | 683  | 691  | 701  | 709  | 719  | 727  | 733  | 739  | 743  | 751  | 757  | 761  | 769  | 773  | 787  | 797  | 809  |
| 811  | 821  | 823  | 827  | 829  | 839  | 853  | 857  | 859  | 863  | 877  | 881  | 883  | 887  | 907  | 911  | 919  | 929  | 937  | 941  |
| 947  | 953  | 967  | 971  | 977  | 983  | 991  | 997  | 1009 | 1013 | 1019 | 1021 | 1031 | 1033 | 1039 | 1049 | 1051 | 1061 | 1063 | 1069 |
| 1087 | 1091 | 1093 | 1097 | 1103 | 1109 | 1117 | 1123 | 1129 | 1151 | 1153 | 1163 | 1171 | 1181 | 1187 | 1193 | 1201 | 1213 | 1217 | 1223 |
| 1229 | 1231 | 1237 | 1249 | 1259 | 1277 | 1279 | 1283 | 1289 | 1291 | 1297 | 1301 | 1303 | 1307 | 1319 | 1321 | 1327 | 1361 | 1367 | 1373 |
| 1381 | 1399 | 1409 | 1423 | 1427 | 1429 | 1433 | 1439 | 1447 | 1451 | 1453 | 1459 | 1471 | 1481 | 1483 | 1487 | 1489 | 1493 | 1499 | 1511 |
| 1523 | 1531 | 1543 | 1549 | 1553 | 1559 | 1567 | 1571 | 1579 | 1583 | 1597 | 1601 | 1607 | 1609 | 1613 | 1619 | 1621 | 1627 | 1637 | 1657 |
| 1663 | 1667 | 1669 | 1693 | 1697 | 1699 | 1709 | 1721 | 1723 | 1733 | 1741 | 1747 | 1753 | 1759 | 1777 | 1783 | 1787 | 1789 | 1801 | 1811 |
| 1823 | 1831 | 1847 | 1861 | 1867 | 1871 | 1873 | 1877 | 1879 | 1889 | 1901 | 1907 | 1913 | 1931 | 1933 | 1949 | 1951 | 1973 | 1979 | 1987 |
| 1993 | 1997 | 1999 | 2003 | 2011 | 2017 | 2027 | 2029 | 2039 | 2053 | 2063 | 2069 | 2081 | 2083 | 2087 | 2089 | 2099 | 2111 | 2113 | 2129 |
| 2131 | 2137 | 2141 | 2143 | 2153 | 2161 | 2179 | 2203 | 2207 | 2213 | 2221 | 2237 | 2239 | 2243 | 2251 | 2267 | 2269 | 2273 | 2281 | 2287 |
| 2293 | 2297 | 2309 | 2311 | 2333 | 2339 | 2341 | 2347 | 2351 | 2357 | 2371 | 2377 | 2381 | 2383 | 2389 | 2393 | 2399 | 2411 | 2417 | 2423 |
| 2437 | 2441 | 2447 | 2459 | 2467 | 2473 | 2477 | 2503 | 2521 | 2531 | 2539 | 2543 | 2549 | 2551 | 2557 | 2579 | 2591 | 2593 | 2609 | 2617 |
| 2621 | 2633 | 2647 | 2657 | 2659 | 2663 | 2671 | 2677 | 2683 | 2687 | 2689 | 2693 | 2699 | 2707 | 2711 | 2713 | 2719 | 2729 | 2731 | 2741 |
| 2749 | 2753 | 2767 | 2777 | 2789 | 2791 | 2797 | 2801 | 2803 | 2819 | 2833 | 2837 | 2843 | 2851 | 2857 | 2861 | 2879 | 2887 | 2897 | 2903 |
| 2909 | 2917 | 2927 | 2939 | 2953 | 2957 | 2963 | 2969 | 2971 | 2999 | 3001 | 3011 | 3019 | 3023 | 3037 | 3041 | 3049 | 3061 | 3067 | 3079 |
| 3083 | 3089 | 3109 | 3119 | 3121 | 3137 | 3163 | 3167 | 3169 | 3181 | 3187 | 3191 | 3203 | 3209 | 3217 | 3221 | 3229 | 3251 | 3253 | 3257 |
| 3259 | 3271 | 3299 | 3301 | 3307 | 3313 | 3319 | 3323 | 3329 | 3331 | 3343 | 3347 | 3359 | 3361 | 3371 | 3373 | 3389 | 3391 | 3407 | 3413 |
| 3433 | 3449 | 3457 | 3461 | 3463 | 3467 | 3469 | 3491 | 3499 | 3511 | 3517 | 3527 | 3529 | 3533 | 3539 | 3541 | 3547 | 3557 | 3559 | 3571 |

哥德巴赫猜想證明研究報告聲稱可用來計出1018內所有質數，共2京4739兆9542億8774萬0860個，但並沒有儲存下來。世上有著名的公式可計算出質數計數函數，即是比某已知值小的質數總數。現已成功用電腦計出1023內估計有19垓2532京0391兆6068億0396萬8923個質數。

## 分類
以下列出不同種類和形式的首幾項質數。詳細內容可參照各主條目。根據定義，我們假設之後的ｎ都是自然數（包括0）。

### 平衡質數
是前一質數和後一質數的平均。
5　53　157　173　211　257　263　373　563　593　607　653　733　947　977　1103　1123　1187　1223　1367　1511　1747　1753　1907　2287　2417　2677　2903　2963　3307　3313　3637　3733　4013　4409　4457　4597　4657　4691　4993　5107　5113　5303　5387　5393（A006562）

### Bell質數
是集合劃分中的質數而數位有n位值。
2　5　877　27644437　35742549198872617291353508656626642567　359334085968622831041960188598043661065388726959079837
下項有6539位（A051131）

### 卡羅爾質數
符合數式{\displaystyle (2^{n}-1)^{2}-2}。
7　47　223　3967　16127　1046527　16769023　1073676287　68718952447　274876858367　4398042316799　1125899839733759　18014398241046527　1298074214633706835075030044377087（A091516）

### 中心多邊形質數

#### 中心十邊形質數
符合{\displaystyle 5(n^{2}+n)+1}。
11　31　61　101　151　211　281　661　911　1051　1201　1361　1531　1901　2311　2531　3001　3251　3511　4651　5281　6301　6661　7411　9461　9901　12251　13781　14851　15401　18301　18911　19531　20161　22111　24151　24851　25561　27011　27751（A090562）

#### 中心七邊形質數
符合（7n2－7n＋2）÷2。
43　71　197　463　547　953　1471　1933　2647　2843　3697　4663　5741　8233　9283　10781　11173　12391　14561　18397　20483　29303　29947　34651　37493　41203　46691　50821　54251　56897　57793　65213　68111　72073　76147　84631　89041　93563（A069099）

#### 中心六邊形質數
符合{\displaystyle 3(n^{2}+n)+1}。
7　19　37　61　127　271　331　397　547　631　919　1657　1801　1951　2269　2437　2791　3169　3571　4219　4447　5167　5419　6211　7057　7351　8269　9241　10267　11719　12097　13267　13669　16651　19441　19927　22447　23497　24571　25117　26227　27361　33391　35317（A002407）

#### 中心五邊形質數
符合（5n2－5n＋2）÷2。
31　181　331　601　1051　1381　3331　4951　5641　5881　9151　11731　12781　14251　17431　17851　19141　21391　31081　33931　41281　43891　51481　52201　61231　63601　67651　70141　70981　84181　92641　100501　104551　107641　116101　126001（A145838）

#### 中心正方形質數
符合{\displaystyle n^{2}+(n+1)^{2}}。
5　13　41　61　113　181　313　421　613　761　1013　1201　1301　1741　1861　2113　2381　2521　3121　3613　4513　5101　7321　8581　9661　9941　10513　12641　13613　14281　14621　15313　16381　19013　19801　20201　21013　21841　23981　24421　26681（A027862）

#### 中心三角形質數
符合（3n2＋3n＋2）÷2。
19　31　109　199　409　571　631　829　1489　1999　2341　2971　3529　4621　4789　7039　7669　8779　9721　10459　10711　13681　14851　16069　16381　17659　20011　20359　23251　25939　27541　29191　29611　31321　34429　36739　40099　40591　42589（A125602）

### 陳質數
假設p是質數，那p+2是一個質數或兩個質數的積（半質數）。
2　3　5　7　11　13　17　19　23　29　31　37　41　47　53　59　67　71　83　89　101　107　109　113　127　131　137　139　149　157　167　179　181　191　197　199　211　227　233　239　251　257　263　269　281　293　307　311　317　337　347　353　359　379　389　401　409（A109611）

### 表兄弟素数
一對對出現的質數，（p，p＋4）皆是質數。
（3　7）、（7　11）、（13　17）、（19　23）、（37　41）、（43　47）、（67　71）、（79　83）、（97　101）、（103　107）、（109　113）、（127　131）、（163　167）、（193　197）、（223　227）、（229　233）、（277　281）（A023200、A046132）

### 立方質數
符合{\displaystyle {\tfrac {x^{3}-y^{3}}{x-y}}}或{\displaystyle x=y+1}，這類質數都是中心六邊形數。
7　19　37　61　127　271　331　397　547　631　919　1657　1801　1951　2269　2437　2791　3169　3571　4219　4447　5167　5419　6211　7057　7351　8269　9241　10267　11719　12097　13267　13669　16651　19441　19927　22447　23497　24571　25117　26227　27361　33391　35317（A002407）
符合{\displaystyle {\tfrac {x^{3}-y^{3}}{x-y}}}或{\displaystyle x=y+2}。
13　109　193　433　769　1201　1453　2029　3469　3889　4801　10093　12289　13873　18253　20173　21169　22189　28813　37633　43201　47629　60493　63949　65713　69313　73009　76801　84673　106033　108301　112909　115249（A002648）

### 卡倫質數
符合n · 2n＋1。
3　393050634124102232869567034555427371542904833，下項有1423位（A050920）

### 二面質數
這些質數在上下倒置或以七段顯示器鏡像後仍是質數。
2　5　11　101　181　1181　1811　18181　108881　110881　118081　120121　121021　121151　150151　151051　151121　180181　180811　181081（A134996）

### 梅森質數
符合2n－1，其中n為質數。 
首12個梅森質數是：
3　7　31　127　8191　131071　524287　2147483647　2305843009213693951　618970019642690137449562111　162259276829213363391578010288127　170141183460469231731687303715884105727（A000668）
截至2018年1月已知50個梅森質數，第13、14和50個（以底的數位大小排列），分別有15萬7183和2324萬9425位。

#### 梅森質數指數
每一個質數指數n帶入公式 2n－1的數式的結果是質數。 
2　3　5　7　13　17　19　31　61　89　107　127　521　607　1279　2203　2281　3217　4253　4423　9689　9941　11213　19937　21701　23209　44497　86243　110503　132049　216091　756839　859433　1257787　1398269　2976221　3021377　6972593　13466917　20996011　24036583　25964951　30402457　32582657　37156667　42643801　43112609（A000043）

#### 雙梅森質數
符合{\displaystyle 2^{(2^{p}-1)}-1}，其中p、 {\displaystyle 2^{p}-1}為質數。
7　127　2147483647　170141183460469231731687303715884105727（A077586裡的質數）
以上是截至2008年1月已知的雙梅森數。（屬於梅森數的子集）

### 艾森斯坦質數（虛數部分除外）
艾森斯坦整數是不可逆元和實數（符合3n－1）的數式。
2　5　11　17　23　29　41　47　53　59　71　83　89　101　107　113　131　137　149　167　173　179　191　197　227　233　239　251　257　263　269　281　293　311　317　347　353　359　383　389　401（A003627）

### 反質數
這些質數的數位相反時會成為另一質數（以十進制為準）。
13　17　31　37　71　73　79　97　107　113　149　157　167　179　199　311　337　347　359　389　701　709　733　739　743　751　761　769　907　937　941　953　967　971　983　991（A006567）

### 歐幾里得質數
符合pn#＋1的數式。（屬於素連乘素數的子集）。
3　7　31　211　2311　200560490131（A018239）

### 偶質數
符合2n的值。在這種條件下，2是唯一的答案，因此2有時稱為最奇怪質數（"the oddest prime"），與數學的意思＂odd＂（奇数）成雙關語。 （页面存档备份，存于）

### 階乘質數
符合n!－1或n!＋1。
2　3　5　7　23　719　5039　39916801　479001599　87178291199　10888869450418352160768000001　265252859812191058636308479999999　263130836933693530167218012159999999　8683317618811886495518194401279999999（A088054）

### 費馬質數[錨點失效]
符合{\displaystyle 2^{2^{n}}+1}。
3　5　17　257　65537（A019434）
以上是截至2009年4月已知的費馬質數。

### 費波那契質數
符合斐波那契数列 F0＝0、F1＝1、Fn＝Fn-1＋Fn-2。
2　3　5　13　89　233　1597　28657　514229　433494437　2971215073　99194853094755497　1066340417491710595814572169　19134702400093278081449423917（A005478）

### 傅利曼質數
傅利曼數中的所有質數。
127　347　2503　12101　12107　12109　15629　15641　15661　15667　15679　16381　16447　16759　16879　19739　21943　27653　28547　28559　29527　29531　32771　32783　35933　36457　39313　39343　43691　45361　46619　46633　46643　46649　46663　46691　48751　48757　49277　58921　59051　59053　59263　59273　64513　74353　74897　78163　83357（A112419）

### 高斯質數
它們的質數元皆屬於高斯整數並符合4n＋3。
3　7　11　19　23　31　43　47　59　67　71　79　83　103　107　127　131　139　151　163　167　179　191　199　211　223　227　239　251　263　271　283　307　311　331　347　359　367　379　383　419　431　439　443　463　467　479　487　491　499　503（A002145）

### Genocchi質數
17
是唯一的Genocchi質數；另外在負質數也納入考量時，-3是另一個答案。

### 好質數
當質數pn對於pn2＞pi−1 × pi+1 符合條件1 ≤ i ≤ n−1，而 pn 是第n個質數。
5　11　17　29　37　41　53　59　67　71　97　101　127　149　179　191　223　227　251　257　269　307（A028388）

### 快樂質數
是快樂數的質數。
7　13　19　23　31　79　97　103　109　139　167　193　239　263　293　313　331　367　379　383　397　409　487　563　617　653　673　683　709　739　761　863　881　907　937　1009　1033　1039　1093（A035497）

### 希格斯質數（對於平方）
當數p之前的所有希格斯數相乘後再平方，然後被p－1這個數所整除時便是下一個希格斯質數。
2　3　5　7　11　13　19　23　29　31　37　43　47　53　59　61　67　71　79　101　107　127　131　139　149　151　157　173　181　191　197　199　211　223　229　263　269　277　283　311　317　331　347　349（A007459）

### 高互補歐拉商質數
當質數是一個欧拉函数多過任何一個除1以外比它小的整數。
互補歐拉的定義是一個正整數n可以用一個正整數m和一個比它小的互質數所表示，數式是n-φ（n）。
根據定義，高互補歐拉商數不可能同時是非互補歐拉商數，數式是m - φ（m）＝n，而φ代表在歐拉函數，是無解的。
2　23　47　59　83　89　113　167　269　389　419　509　659　839　1049　1259　1889（A105440）

### 非正則素數
它們是單數質數p可被屬於第p個的分圓域中的類數整除。
37　59　67　101　103　131　149　157　233　257　263　271　283　293　307　311　347　353　379　389　401　409　421　433　461　463　467　491　523　541　547　557　577　587　593　607　613　617　619（A000928）

### Kynea數
符合{\displaystyle (2^{n}+1)^{2}-2}。
2　7　23　79　1087　66047　263167　16785407　1073807359　17180131327　68720001023　4398050705407　70368760954879　18014398777917439　18446744082299486207（A091514）

### 萊蘭質數
符合{\displaystyle x^{y}+y^{x}}且 {\displaystyle 1<x\leq y}。
17　593　32993　2097593　8589935681　59604644783353249　523347633027360537213687137　43143988327398957279342419750374600193（A094133）

### 全循環質數（又名長質數）
底為b的質數p，{\textstyle {\frac {b^{p-1}-1}{p}}}可得出循環數。底是10的質數p：
7　17　19　23　29　47　59　61　97　109　113　131　149　167　179　181　193　223　229　233　257　263　269　313　337　367　379　383　389　419　433　461　487　491　499　503　509　541　571　577　593（A001913）

### 盧卡斯質數
符合盧卡斯數序列L0＝2，L1＝1，Ln＝Ln-1＋Ln-2。
2　3　7　11　29　47　199　521　2207　3571　9349　3010349　54018521　370248451　6643838879　119218851371　5600748293801　688846502588399　32361122672259149（A005479）

### 幸運質數
幸運數是經由類似埃拉托斯特尼篩法（用刪去法檢定質數的演算法）的演算法後留下的整數集合。
3　7　13　31　37　43　67　73　79　127　151　163　193　211　223　241　283　307　331　349　367　409　421　433　463　487　541　577　601　613　619　631　643　673　727　739　769　787　823　883　937　991　997（A031157）

### 馬爾可夫質數
對於質數p ，存在整數 x 和 y 使{\displaystyle x^{2}+y^{2}+p^{2}=3xyp}成立。
2　5　13　29　89　233　433　1597　2897　5741　7561　28657　33461　43261　96557　426389　514229（A002559）

### 米爾斯質數
符合　{\displaystyle \lfloor \theta ^{3^{n}}\;\rfloor }的表達式，而　θ 是米爾斯常數。對於所有正整數n，這種表達形式都是質數。
2　 11　1361　2521008887　16022236204009818131831320183（A051254）

### 極小質數
當質數在數字順序不變下，所有子序列都不是質數，該質數就是極小質數。
極小質數的總數是26個：
2　3　5　7　11　19　41　61　89　409　449　499　881　991　6469　6949　9001　9049　9649　9949　60649　666649　946669　60000049　66000049　66600049（A071062）

### 莫斯堅質數
圓上有n點，而點與點間，以不同的形式畫出不相交的弦的質數。
2　127　15511　953467954114363（A092832）

### 紐曼-尚克斯-威廉士質數
當這些質數當且僅當能寫成{\textstyle S_{2m+1}={\frac {(1+{\sqrt {2}})^{2m+1}+(1-{\sqrt {2}})^{2m+1}}{2}}}便歸這類。
7　41　239　9369319　63018038201　489133282872437279　19175002942688032928599（A088165）

### 奇數質數
當這些質數能以2n - 1表達便是。
3　5　7　11　13　17　19　23　29　31　37　41　43　47　53　59　61　67　71　73　79　83　89　97　101　103　107　109　113　127　131　137　139　149　151　157　163　167　173　179　181　191　193　197　199（A065091）
這質數其實相等於2以外的所有質數。

### 巴都萬質數
所有質數皆在巴都萬數列中並符合{\displaystyle P(0)=P(1)=P(2)=1}，{\displaystyle P(n)=P(n-2)+P(n-3)}。
2　3　5　7　37　151　3329　23833　13091204281　3093215881333057　1363005552434666078217421284621279933627102780881053358473（A100891）

### 迴文質數
顧名思義，是左右對稱的質數，回讀時仍是一樣（十進制）。
2　3　5　7　11　101　131　151　181　191　313　353　373　383　727　757　787　797　919　929　10301　10501　10601　11311　11411　12421　12721　12821　13331　13831　13931　14341　14741（A002385）

### 佩爾質數
在佩爾數序列中符合P0＝0，P1＝1，Pn＝2Pn-1＋Pn-2。
2　5　29　5741　33461　44560482149　1746860020068409　68480406462161287469　13558774610046711780701　4125636888562548868221559797461449（A086383）

### 可交換質數
將該質數中的數字任意排列皆可成為另一個質數的數字稱為可交換質數（以十進制為準）。
2　3　5　7　11　13　17　31　37　71　73　79　97　113　131　199　311　337　373　733　919　991　1111111111111111111　11111111111111111111111（A003459）
接下來的可交換質數多半是循環單位的，即是只有數字1。

### 佩蘭質數
屬於佩蘭數列的質數，可用數式P（0）＝3，P（1）＝0，P（2）＝2，P（n）＝P（n－2）＋P（n－3）表達。
2　3　5　7　17　29　277　367　853　14197　43721　1442968193　792606555396977　187278659180417234321　66241160488780141071579864797（A074788）

### 皮爾龐特質數
符合{\displaystyle 2^{u}3^{v}+1} ，而且對於整數u,v≥0。
這個質數是以數學家James Pierpont來命名。
這亦都是 素数。
2　3　5　7　13　17　19　37　73　97　109　163　193　257　433　487　577　769　1153　1297　1459　2593　2917　3457　3889　10369　12289　17497　18433　39367　52489　65537　139969　147457（A005109）

### 皮萊質數
對於每一個質數p存在n＞0而令p可被n!＋1整除但n不被p－1整除。
23　29　59　61　67　71　79　83　109　137　139　149　193　227　233　239　251　257　269　271　277　293　307　311　317　359　379　383　389　397　401　419　431　449　461　463　467　479　499（A063980）

### 原始數
這些質數對於部分或所有十進制和任何一個比它要細的數要擁有多個的質數排列方式。
2　13　37　107　113　137　1013　1237　1367　10079（A119535）

### 質數階乘質數
符合' pn#－1或pn#＋1。
3　5　7　29　31　211　2309　2311　30029　200560490131　304250263527209　23768741896345550770650537601358309（union of A057705 and A018239）

### 普羅斯質數
符合k · 2n＋1 而且 k是單數和 k < 2n。
3　5　13　17　41　97　113　193　241　257　353　449　577　641　673　769　929　1153　1217　1409　1601　2113　2689　2753　3137　3329　3457　4481　4993　6529　7297　7681　7937　9473　9601　9857（A080076）

### 毕达哥拉斯質数
符合4n＋1的表達式。
5　13　17　29　37　41　53　61　73　89　97　101　109　113　137　149　157　173　181　193　197　229　233　241　257　269　277　281　293　313　317　337　349　353　373　389　397　401　409　421　433　449（A002144）

### 四連質數
即是連續四個相差2的質數：（p、p+2、p+6、p+8）。
（5　7　11　13）、（11　13　17　19）、（101　103　107　109）、（191　193　197　199）、（821　823　827　829）、（1481　1483　1487　1489）、（1871　1873　1877　1879）、（2081　2083　2087　2089）、（3251　3253　3257　3259）、（3461　3463　3467　3469）、（5651　5653　5657　5659）、（9431　9433　9437　9439）（A007530、A136720、A136721、A090258）

### 拉馬努金質數
在所有整數的Rn要是最細的，因而才能給予最少的質數　n 由 x/2 至 x 對於所有 x ≥ Rn（所有整數都需要是質數）。
這個假設由印度數學家斯里尼瓦瑟·拉馬努金（Srinivasa Aaiyabgar Ramanujan，1887-1920）所證實並因而得名。
2　11　17　29　41　47　59　67　71　97　101　107　127　149　151　167　179　181　227　229　233　239　241　263　269　281　307　311　347　349　367　373　401　409　419　431　433　439　461　487　491（A104272）

### 正則質數
對於所有質數 p 不能被屬於第 p個的分圓域中的類數 所整除。
3　5　7　11　13　17　19　23　29　31　41　43　47　53　61　71　73　79　83　89　97　107　109　113　127　137　139　151　163　167　173　179　181　191　193　197　199　211　223　227　229　239　241　251　269　277　281（A007703）

### 循環質數
所有只以1作為唯一數字的質數。
11　1111111111111111111　11111111111111111111111（A004022）
接下兩項分別有317和1031位數。

### 剩餘組別的質數
對於固定的a和d，質數符合a · n＋d的表達式，亦可理解為質數相稱d 模算數 a。
當中有三個個案有其自身的名字，2n+1是奇數質數，4n+1是四連質數，4n+3是高斯質數。
2n+1：3, 5, 7, 11, 13, 17, 19, 23, 29, 31, 37, 41, 43, 47, 53（A065091）

4n+1：5, 13, 17, 29, 37, 41, 53, 61, 73, 89, 97, 101, 109, 113, 137（A002144）

4n+3：3, 7, 11, 19, 23, 31, 43, 47, 59, 67, 71, 79, 83, 103, 107（A002145）

6n+1：7, 13, 19, 31, 37, 43, 61, 67, 73, 79, 97, 103, 109, 127, 139（A002476）

6n+5：5, 11, 17, 23, 29, 41, 47, 53, 59, 71, 83, 89, 101, 107, 113（A007528）

8n+1：17, 41, 73, 89, 97, 113, 137, 193, 233, 241, 257, 281, 313, 337, 353（A007519）

8n+3：3, 11, 19, 43, 59, 67, 83, 107, 131, 139, 163, 179, 211, 227, 251（A007520）

8n+5：5, 13, 29, 37, 53, 61, 101, 109, 149, 157, 173, 181, 197, 229, 269（A007521）

8n+7：7, 23, 31, 47, 71, 79, 103, 127, 151, 167, 191, 199, 223, 239, 263（A007522）

10n+1：11, 31, 41, 61, 71, 101, 131, 151, 181, 191, 211, 241, 251, 271, 281（A030430）

10n+3：3, 13, 23, 43, 53, 73, 83, 103, 113, 163, 173, 193, 223, 233, 263（A030431）

10n+7：7, 17, 37, 47, 67, 97, 107, 127, 137, 157, 167, 197, 227, 257, 277（A030432）

10n+9：19, 29, 59, 79, 89, 109, 139, 149, 179, 199, 229, 239, 269, 349, 359（A030433）

…
10n＋d（d＝1、3、7、9）d是質數的數位結尾。

### 可右截短質數
當一個數從右方逐一移除位數時，每一個餘下來的數都是質數。
十進制的可右截短質數共83個，以下是完整列表：
2　3　5　7　23　29　31　37　53　59　71　73　79　233　239　293　311　313　317　373　379　593　599　719　733　739　797　2333　2339　2393　2399　2939　3119　3137　3733　3739　3793　3797　5939　7193　7331　7333　7393　23333　23339　23399　23993　29399　31193　31379　37337　37339　37397　59393　59399　71933　73331　73939　233993　239933　293999　373379　373393　593933　593993　719333　739391　739393　739397　739399　2339933　2399333　2939999　3733799　5939333　7393913　7393931　7393933　23399339　29399999　37337999　59393339　73939133 （OEIS數列A024770）

### 可左截短質數
當數從左方逐一移除位數時，每一個餘下來的數都是質數。
十進制可左截短質數共4260個：
2　3　5　7　13　17　23　37　43　47　53　67　73　83　97　113　137　167　173　197　223　283　313　317　337　347　353　367　373　383　397　443　467　523　547　613　617　643　647　653　673　683　743　773　797　823　853　883　937　947　953　967　983　997　1223　1283　1367（OEIS數列A024785）
最大的是24位數的357686312646216567629137。

### 安全質數
p與（p－1）÷2都是質數。
5　7　11　23　47　59　83　107　167　179　227　263　347　359　383　467　479　503　563　587　719　839　863　887　983　1019　1187　1283　1307　1319　1367　1439　1487　1523　1619　1823　1907（A005385）

### 自我質數
當這些質數不能以其他十進制的質數相加所產生時便是自我質數。
3　5　7　31　53　97　211　233　277　367　389　457　479　547　569　613　659　727　839　883　929　1021　1087　1109　1223　1289　1447　1559　1627　1693　1783　1873（A006378）

### 六質數
顧名思義，即是（p、p＋6）都是質數。
（5,11）、（7,13）、（11,17）、（13,19）、（17,23）、（23,29）、（31,37）、（37,43）、（41,47）、（47,53）、（53,59）、（61,67）、（67,73）、（73,79）、（83,89）、（97,103）、（101,107）、（103,109）、（107,113）、（131,137）、（151,157）、（157,163）、（167,173）、（173,179）、（191,197）、（193,199）（A023201、A046117）

### Smarandache－Wellin質數
對於頭n個質數，其數字本身都要由質數組成，以十進制為準。
2　23　2357（A069151）
第四個沙馬雲達基－韋倫質數是以頭128個質數所串連而成的，以719作結。

### 索菲熱爾曼質數
這個質數的條件是p和 2p＋1皆是質數。
2　3　5　11　23　29　41　53　83　89　113　131　173　179　191　233　239　251　281　293　359　419　431　443　491　509　593　641　653　659　683　719　743　761　809　911　953（A005384）

### 星形質數
符合6n（n - 1）＋1，形狀是正六角星。
13　37　73　181　337　433　541　661　937　1093　2053　2281　2521　3037　3313　5581　5953　6337　6733　7561　7993　8893　10333　10837　11353　12421　12973　13537　15913　18481（A083577）

### Stern質數
每一個質數都不能夠是一個比它小的質數和某個非零平方數的兩倍之和。
2　3　17　137　227　977　1187　1493（A042978）
以上是截至2008年1月的所有Stern質數，而且多半是全部的Stern質數。由德國數學家Moritz Abraham Stern（1807年6月29日至1894年1月30日）提出，因而得名。

### 超級質數
在質數序列中的有質數指數的質數（第2,第3,第5個…質數）。
3　5　11　17　31　41　59　67　83　109　127　157　179　191　211　241　277　283　331　353　367　401　431　461　509　547　563　587　599　617　709　739　773　797　859　877　919　967　991（A006450）

### 超奇異質數
魔群月光理論的一個分支（詳情:頂點代數）,一個超級單獨質數擁有多種質數（Supersingular）。超級單獨質數是指一個質因數階的怪獸群Baby怪獸群M，而M是最大的離散單群。
超級單獨質數共有15個:
2　3　5　7　11　13　17　19　23　29　31　41　47　59　71（A002267）

### 塔別脫質數（全名塔別脫·本·科拉質數）
符合3 · 2n－1的表達式。
2　5　11　23　47　191　383　6143　786431　51539607551　824633720831　26388279066623　108086391056891903　55340232221128654847　226673591177742970257407（A007505）

### 三胞胎素数
即是（p、p+2、p+6） 或（p、p+4、p+6）都是質數。
（5　7　11）、（7　11　13）、（11　13　17）、（13　17　19）、（17　19　23）、（37　41　43）、（41　43　47）、（67　71　73）、（97　101　103）、（101　103　107）、（103　107　109）、（107　109　113）、（191　193　197）、（193　197　199）、（223　227　229）、（227　229　233）、（277　281　283）、（307　311　313）、（311　313　317）、（347　349　353）（A007529、A098414、A098415）

### 孿生質數
即是（p、p＋2）都是質數，是一對對出現的質數。
（3　5）、（5　7）、（11　13）、（17　19）、（29　31）、（41　43）、（59　61）、（71　73）、（101　103）、（107　109）、（137　139）、（149　151）、（179　181）、（191　193）、（197　199）、（227　229）、（239　241）、（269　271）、（281　283）、（311　313）、（347　349）、（419　421）、（431　433）、（461　463）（A001359、A006512）

### 烏拉姆數列
數列的首兩項U1和U2定義為1和2，對於n>2，Un為最小而又能剛好以一種方法表達成之前其中兩個相異項的和中的質數便是烏拉姆質數。
2　3　11　13　47　53　97　131　197　241　409　431　607　673　739　751　983　991　1103　1433　1489　1531　1553　1709　1721　2371　2393　2447　2633　2789　2833　2897（A068820）

### 唯一質數
對於每一個質數p來說，它的周期函數1/p是唯一的。（即是沒有一個質數可給予同樣的結果）
3　11　37　101　9091　9901　333667　909091　99990001　999999000001　9999999900000001　909090909090909091　1111111111111111111　11111111111111111111111　900900900900990990990991（A040017）

### 瓦格斯塔夫質數
符合（2n＋1）÷3。
3　11　43　683　2731　43691　174763　2796203　715827883　2932031007403　768614336404564651　201487636602438195784363　845100400152152934331135470251　56713727820156410577229101238628035243（A000979）
n的值包括:
3　5　7　11　13　17　19　23　31　43　61　79　101　127　167　191　199　313　347　701　1709　2617　3539　5807　10501　10691　11279　12391　14479　42737　83339　95369　117239　127031　138937　141079　267017　269987　374321（A000978）

### 温德伯恩-埃瑟靈頓質數
在圖論來說，Wedderburn-Etherington數是用作點算有多少弱的二元樹可以繪製，亦即是說，每一幅圖中除了根外的頂點數目（詳情樹（資料結構））與不多過三點頂點相連。然而在Wedderburn-Etherington數中的質數便是温德伯恩-埃瑟靈頓質數。
2　3　11　23　983　2179　24631　3626149　253450711　596572387（A001190）

### 韋伊費列治質數
質數p都可以p2 2p－1－1整除。
1093　3511（A001220）
以上是截至2008年1月的已知的韋伊費列治質數。

### 威爾遜質數
質數p都可以p2（p－1）!＋1整除。
5　13　563（A007540）
以上是截至2008年1月的已知的威爾遜質數。

### 沃爾斯滕霍爾姆質數
質數p符合二項式係數{\textstyle {{2p-1} \choose {p-1}}\equiv 1{\pmod {p^{4}}}}。
16843　2124679（A088164）
以上是截至2008年1月已知的沃爾斯滕霍爾姆質數。

### 胡道爾質數
符合n · 2n－1。
7　23　383　32212254719　2833419889721787128217599　195845982777569926302400511　4776913109852041418248056622882488319（A050918）

### x²+1素数
2　5　17　37　101　197　257　401　577　677　1297　1601　2917　3137　4357　5477　7057　8101　8837　12101　13457　14401　15377　15877　16901　17957　21317　22501　24337　25601　28901　30977　32401　33857　41617　42437　44101　50177（A002496 （页面存档备份，存于））

### 3^n+2素数
3   5   11   29   83   6563   59051   4782971   14348909   282429536483   2541865828331   150094635296999123   1144561273430837494885949696429   57264168970223481226273458862846808078011946891   30432527221704537086371993251530170531786747066637051	（A057735）
3^（A051783）-1